# Brigg Fair
Brigg Fair is een Brits volksliedje uit North Lincolnshire. Het lied is officieel gecatalogiseerd door de Roud Folk Song Index als nummer 1083 en British Folk Music Setting als nummer 7. Het is geen liedje over de plaatselijke markt, maar over een liefde.

## Percy Grainger
Het kreeg verdere bekendheid toen de van oorsprong Australische componist Percy Aldridge Grainger de Britse zanger Joseph Taylor uit Saxby-All-Saints het hoorde zingen op een festival in Brigg in North Lincolnshire. Taylor kende alleen twee coupletten van het werk. Grainger, een verwoed verzamelaar van volksliedjes, legde de versie Taylor op wasrol vast. Aan de hand van die opname, die in 1972 nog op een langspeelplaat werd uitgebracht,  begon Grainger aan een arrangement voor tenor en vijfstemmig koor(tje). Er was niet voldoende materiaal voor een compleet werk (in de ogen van Grainger) en hij haalde aanvullende teksten uit Low down in the broom en de vierde en vijfde coupletten van The merry king, beide volksliedjes uit West Sussex. Joseph Taylor zong het met vier anderen op het muziekfestival van Brigg in op 17 mei 1906.   
De tekst die Grainger gebruikte luidde:
It was on the fifth of August-er' the weather fine and fair,
Unto Brigg Fair I did repair, for love I was inclined.
I rose up with the lark in the morning, with my heart so full of glee,
Of thinking there to meet my dear, long time I'd wished to see.
I took hold of her lily-white hand, O and merrily was her heart:
"And now we're met together, I hope we ne'er shall part".
For it's meeting is a pleasure, and parting is a grief,
But an unconstant lover is worse than any thief.
The green leaves they shall wither and the branches they shall die
If ever I prove false to her, to the girl that loves me.

## Frederick Delius
De Engelse componist Frederick Delius hoorde de versie van Grainger en was meteen verkocht. Hij gebruikte de melodie van Grainger om zelf een arrangement tot een instrumentale rapsodie van te maken. Hij zette het over naar een Dorische toonsoort en maakte er een melodieuze compositie van. Het lied transformeerde daardoor van een volksliedje tot een meerstemmig werkje tot een werk voor groot symfonieorkest. Granville Bantock gaf de eerste uitvoering in Liverpool met de voorloper van het Royal Liverpool Philharmonic Orchestra op 18 januari 1908. Thomas Beecham, toch al een Deliuspromotor, gaf met het New Symphony Orchestra de Londense première van dit orkestwerk op 31 maart 1908 in de Queen’s Hall. Het eendelige werk begon daarna een zegetocht in de Promsconcertreeks; het is sindsdien (tot 2012) 40 keer uitgevoerd in de reeks. Het werk begint met een eenvoudige melodie op de dwarsfluit, andere belangrijke stemmen zijn weggelegd voor de hobo en de hoorn. Het heeft het karakter van een thema met variaties. 
Delius schreef zijn versie voor:
- 3 dwarsfluiten, 2 hobo’s, althobo, 3 klarinetten, basklarinet, 3 fagotten, contrafagot
- 6  hoorns, 3 trompetten, 3 trombones, 1 tuba
- pauken, percussie (grote trom, triangel, buisklokken), 1 harp
- violen, altviolen, celli, contrabassen

## Discografie
Van zowel de versie van Grainger als die van Delius is een aantal opnamen beschikbaar